# Henri Callot
Eugène Henri Callot (født 18. december 1875 i La Rochelle, død 22. december 1956 i Paris) var en fransk fægter, som deltog i de første moderne olympiske lege i Athen i 1896.
Han stillede op i fleuret ved OL 1896, og han vandt sin indledende pulje mod to grækere og en anden franskmand. Dermed kvalificerede han sig til finalen, hvor han tabte til sin landsmand Eugène-Henri Gravelotte med 2-3.
Han var søn af Ernest Callot, der var en af de stiftende medlemmer af IOC i 1894, og han sad i denne komité frem til sin død i 1912.